# آندره دوریه

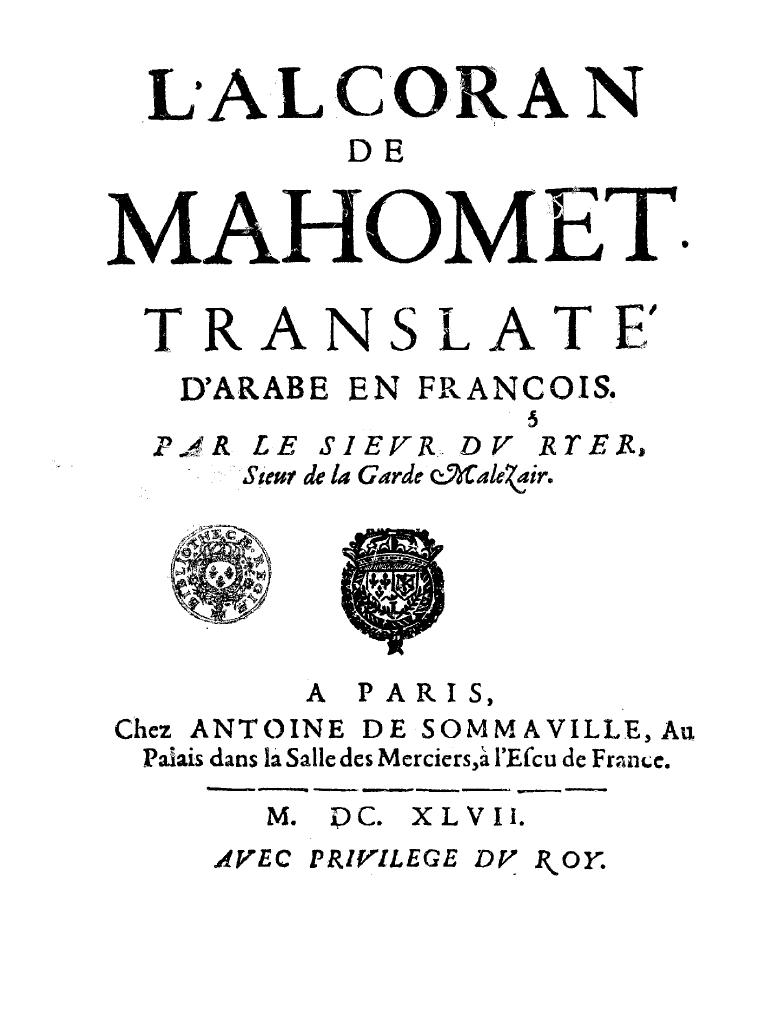
تصویر صفحه اول ترجمه قرآن دوری‌یه

آندره دوریه (به فرانسوی: André du Ryer) زاده ۱۵۸۰ اولین مترجم قرآن به زبان فرانسوی بود. وی اولین کسی بود که گلستان سعدی را به فرانسوی ترجمه کرد و آغازگر معرفی این شاعر به دنیای غرب شد.

## زندگی
او در ناحیهٔ سون-ا-لوآر فرانسه به دنیا آمد. تحصیلات مقدماتی را در کشور خود به پایان رساند و سپس عازم ترکیه عثمانی شد در آن جا زبانهای ترکی، عربی و فارسی را آموخت. مدتی در قاهره داد و ستد کرد و همزمان امور کنسولی کشور فرانسه را نیز انجام داد. تا سال ۱۶۳۰ در مصر بود و در این زمان رهسپار استانبول شد و زبان ترکی آموخت.
دوری‌یه پس از بازگشت به کشور فرانسه در سال ۱۶۳۰ مترجم شاه این کشور در زبان‌های شرقی شد.

## آثار
او در حدود سال ۱۶۴۰ به ترجمهٔ قرآن همت گماشت و نخستین بار آن را مستقیماً از روی متن عربی به زبان فرانسه درآورد و در پاریس با عنوان «قرآن محمد» منتشر کرد. در سال ۱۶۴۹ این ترجمه تجدید چاپ شد و در همان سال به زبان انگلیسی سپس به زبان‌های هلندی، آلمانی و روسی درآمد؛ و از تاریخ انتشار تا سال ۱۷۸۵ ۲۴ بار به چاپ رسید و چنین موفقیتی تا آن دوره برای یک کتاب مذهبی متعلق به غیر مسیحیان سابقه نداشت.
او نخستین اروپایی بود که سعدی را به غرب معرفی کرد. در سال ۱۶۳۴ گزیده‌ای از گلستان را به فرانسوی ترجمه کرد و همان ترجمه ناقص باعث آشنایی اروپاییان با سعدی شد و به دنبال آن ده‌ها ترجمه از آثار سعدی (اغلب از فارسی) به دیگر زبان‌های اروپایی انجام گرفت. ترجمه دوریه در ۱۷۶ صفحه، مستقیماً از زبان فارسی انجام شد و در پاریس به چاپ رسید. انتخاب حکایات برای ترجمه عمدتاً شامل چند باب نخست پیرامون توصیه به پادشاهان برای زمامداری بوده‌است. وی در پیشگفتار کتاب این طور بیان می‌کند: «هنگام جستجو در میان معظمترین کتابخانه‌های قاهره و قسطنطنیه به کتابی با عنوان گلستان یا مُلک گلهای سرخ برخوردم که به دلیل ظرافت پندار و لطافت گفتار و آهنگ کلام و جذابیت پندهایش ارزش والایی در نزد خاص و عام داشت. پس تمایل یافتم که پس از مراجعت، ساعاتی از اوقات فراغتم را به برگردان آن اختصاص دهم و جامهٔ فرانسوی بر تن آن بپوشانم.» لازم است ذکر شود که او در برگردان همین حکایتها نیز دخل و تصرفها و حذفیات قابل توجهی داشت.
دوریه علاوه بر این دو ترجمه، نویسنده کتاب دستور زبان ترکی نیز بوده‌است.